# Caspar von Reth
Caspar von Reth (* 29. Oktober 1850 in Aachen; † 17. August 1913 ebenda) war ein deutscher Bildhauer sowie Porträt-, Genre-, Jagd- und Tiermaler der Düsseldorfer Schule.

## Leben

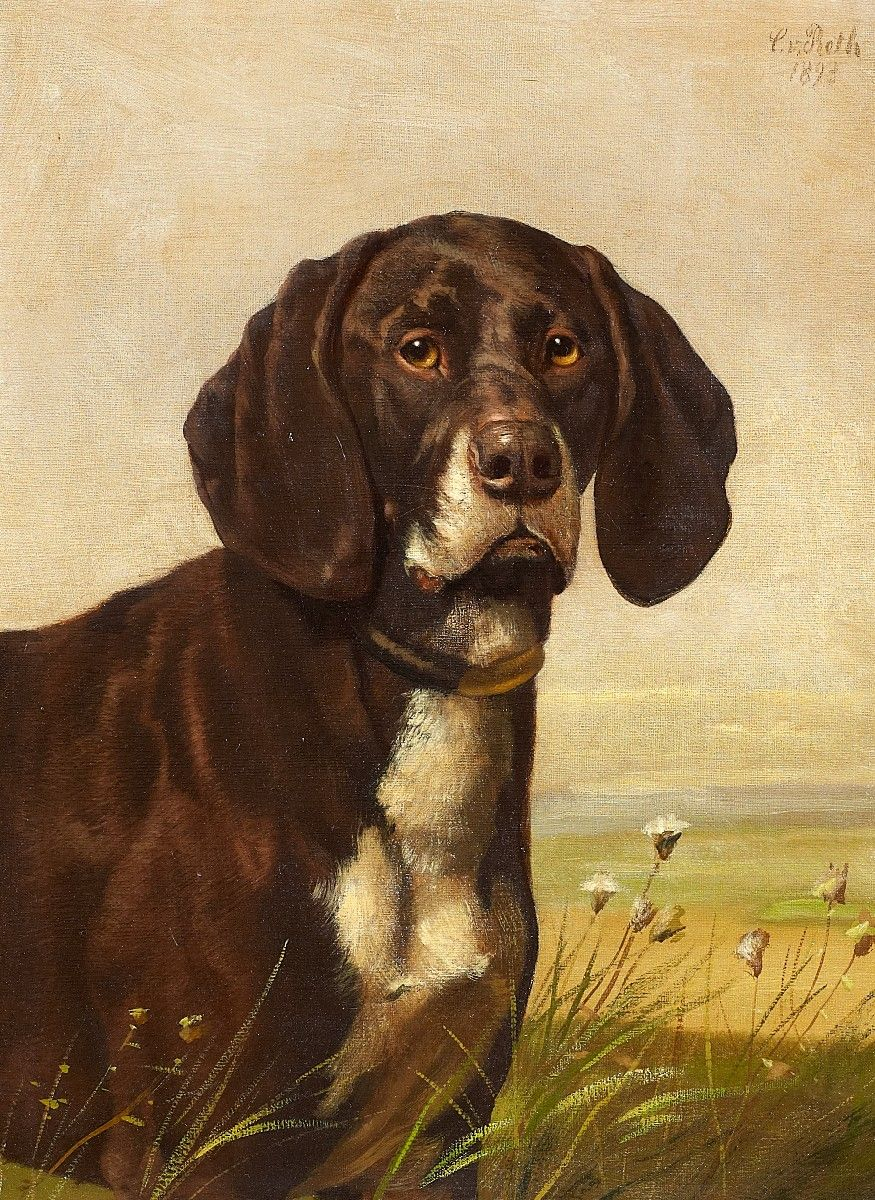
Hundeporträt, 1893

Von Reth begann seine künstlerische Ausbildung bei A. Fischer in Aachen. Etwa Ende der 1860er und zu Beginn 1870er Jahren war er als angehender Bildhauer ein Schüler der Kunstakademie Berlin, unter anderem bei dem Bildhauer Albert Wolff. 1871 gewann er dort einen zweiten Preis im Wettbewerb um den Michael-Beer-Preis. Eine Ausbildung zum Kunstmaler erhielt er als Privatschüler von Albert Baur dem Älteren in Düsseldorf. Er lebte in Aachen, wo er vom 1. Mai 1876 bis Februar 1898 als Zeichenlehrer am Kaiser-Karls-Gymnasium wirkte. Von Reth spezialisierte sich auf Tier- und Jagdmotive und stellte im Museumsverein aus. Besondere Bedeutung erwarb er als Hundemaler. Hundemotive von Reths finden sich in Ausgaben der 1890er Jahre der Zeitschrift Die Gartenlaube.